# Глинский, Казимир
Казимир Глинский (пол. Kazimierz Gliński; 1850—1920) — польский писатель-беллетрист, поэт, драматург и романист.

## Биография
Казимир Глинский родился 13 июня 1850 года в Киевской губернии в семье обедневших помещиков. Окончил среднюю школу в Бердичеве и в 1868 году он поступил на историко-филологический факультет Ягеллонского университета.
В 1873 году он переехал из Кракова в Варшаву.
Напечатал: «Ataman Soroka», «Wspomnienie Tatrow», «Obłąkani, czarodziejka», «Psia budka», «Z księgi раmiątek» (сонеты) и другие произведения.
Казимир Глинский умер 1 января 1920 года в польском городке Наленчув, где провёл последние годы жизни; в память о писателе в городе установлена мемориальная доска.

## Избранная библиография
- "Wspomnienie Tatrów : z marzeń o szarej godzinie", 1891
- "Ballady i powieści", 1901
- "Pan Filip z Konopi Cz. 1-3 : z nie znanych dotąd żadnemu historykowi rękopisów sumiennie odtworzył i do publicznej wiadomości"
- "Boruta : powieść z lat dawnych", 1904
- "Królewska Pieśń", 1907
- "Bajki Niekrasickiego", 1910
- "Bajki", 1912
- "Bonawentura Dzierdziejewski: Powieść obyczajowa z czasów stanisławowskich, spisana z opowiadań ojca mojego" powieść historyczna, 1919
- "Ave!", 1922
- "Cecora Powieść historyczna z pierwszej połowy XVII w.", 1902